# NGC 2345
NGC 2345 ist ein offener Sternhaufen vom Typ I3m im Sternbild Großer Hund südlich des Himmelsäquators. Der Haufen hat einen Durchmesser von 12 Bogenminuten und eine scheinbaren Helligkeit von 7,7 mag.
Entdeckt wurde das Objekt am 14. Februar 1836 vom britischen Astronomen John Herschel.